# Džibril
Džibril (arapski جبريل nekad nazivan i Jabril) je islamski naziv koji odgovara malahu Gavrielu u židovstvu i anđelu Gabrijelu u kršćanstvu. Prema vjerovanju muslimana, Džibril je prenio Kuran Muhamedu Smatra ga se najistaknutijim melekom.
Njegov je prvotni zadatak prenositi Božje poruke njegovim poslanicima, te pratiti meleka Azraela (Melek smrti) kad ovaj treba preuzeti dušu osobe koja je umrla. Kao i Gabrijel u kršćanstvu, tako i Džibril izvješćuje Mariju (arapski: Marijam) da će začeti Isu (u kršćanstvu: Isus).
Muslimani vjeruju da je Džibril pratio Muhameda prilikom njegova uzlaska u nebo, Miradža, gdje je Muhamed susreo prethodne Božje poslanike i bio poučen o islamskoj molitvi. U islamu se također vjeruje da Džibril silazi na zemlju u noći Lajlat-ul-Kadr (Noć sile), u zadnjih deset dana svetog mjeseca Ramazana.